# 阿達梅洛山
阿達梅洛山是意大利的山峰，位於該國北部布雷西亞省，屬於阿達梅洛山脈的一部分，距離加爾達湖約40公里，海拔高度3,554米，人類於1864年9月15日首次登頂。